# Dirka po Franciji 1992
| Mesto | Ime                | Država   | Čas |              |
| ----- | ------------------ | -------- | --- | ------------ |
| 1     | Miguel Induráin    | Španija  |     | 101h 01' 20" |
| 2     | Claudio Chiappucci | Italija  |     | 4' 35"       |
| 3     | Gianni Bugno       | Italija  |     | 10' 49"      |
| 4     | Andrew Hampsten    | ZDA      |     | 13' 40"      |
| 5     | Pascal Lino        | Francija |     | 14' 37"      |
| 6     | Pedro Delgado      | Španija  |     | 15' 16"      |

Dirka po Franciji je bila 79. dirka po Franciji, ki je potekala leta 1992.

## Pregled
| Kategorije                          | Podatki               |
| ----------------------------------- | --------------------- |
| Začetek-konec                       | San Sebastian - Pariz |
| Dolžina (km)                        | 3.983                 |
| Število etap                        | 21                    |
| Povprečna hitrost zmagovalca (km/h) | 39,504                |
| Kolesarjev                          | 198                   |
| Tekmo končalo                       | 130                   |